# Hans Brusewitz
Hans Henrik Hugo Brusewitz, född 23 juni 1941 i Östersund, är en svensk jurist som var lagman i Luleå tingsrätt från 1994 till 2007.
Brusewitz blev juris kandidat vid Lunds universitet och påbörjade därefter tingstjänstgöring i Växjö. Han var fiskal vid hovrätten för Övre Norrland innan han från 3 maj 1979 innehade ett långtidsvikariat som rådman vid Luleå tingsrätt.. Han utsågs 17 mars 1983 till ordinarie rådman vid Luleå tingsrätt och 27 januari 1994 till lagman i Luleå tingsrätt. Från 20 februari 2003 hade Brucewiz en tidsbegränsad anställning som lagman i Gällivare tingsrätt.